# Religioni in Montenegro
Il cristianesimo è la religione più diffusa in Montenegro. Secondo i dati del censimento del 2011, i cristiani rappresentano il 76% della popolazione e sono in maggioranza ortodossi (il 72% della popolazione); il 19% della popolazione segue l'islam, l'1% della popolazione segue altre religioni, l'1,3% circa della popolazione non segue alcuna religione e il 2,7% circa della popolazione non specifica la propria fede religiosa. Stime dell'Association of Religion Data Archives (ARDA) riferite al 2015 danno i cristiani al 77% circa della popolazione, i musulmani al 19,5% circa della popolazione e coloro che non seguono alcuna religione al 3% circa, mentre lo 0,5% della popolazione seguirebbe altre religioni.
La costituzione del Montenegro riconosce la libertà religiosa, specifica che non c'è una religione di stato e proibisce le discriminazioni religiose. I diritti religiosi possono essere limitati solo per salvaguardare l'ordine pubblico, la pace sociale e gli altri diritti garantiti dalla costituzione. La legge proibisce l'incitamento all’odio religioso. Le organizzazioni religiose devono registrarsi, ma le organizzazioni che esistono nel Paese precedentemente al 1977 sono esonerate da quest'obbligo.  Le organizzazioni registrate possono ottenere agevolazioni fiscali, ricevere donazioni, possedere proprietà e praticare pubblicamente il culto. Le organizzazioni non registrate possono praticare il culto nelle loro chiese, ma devono richiedere il permesso preventivo della polizia locale per qualsiasi attività condotta in luoghi pubblici. Nelle scuole pubbliche non è previsto l'’insegnamento della religione, ma è consentito nelle scuole private organizzate dai gruppi religiosi riconosciuti, che nelle materie non religiose devono seguire i programmi statali.

## Religioni presenti

### Cristianesimo
La maggioranza dei cristiani montenegrini sono ortodossi (il 72% della popolazione); i cattolici rappresentano circa il 3,5% della popolazione e gli altri cristiani (compresi i protestanti) lo 0,5% circa della popolazione. 
La Chiesa ortodossa è rappresentata in Montenegro dalla Chiesa ortodossa serba e dalla Chiesa ortodossa montenegrina.
La Chiesa cattolica è presente in Montenegro con l'arcidiocesi di Antivari e la diocesi di Cattaro. 
La maggiore denominazione protestante presente in Montenegro è costituita dagli avventisti del settimo giorno, presenti con due congregazioni; sono inoltre presenti battisti, pentecostali e la Chiesa dei "Fratelli Cristiani".
Fra i cristiani di altre denominazioni, sono presenti i Testimoni di Geova e la Chiesa di Gesù Cristo dei Santi degli Ultimi Giorni (i Mormoni). 

### Islam
I musulmani del Montenegro sono principalmente di etnia slava musulmana (bosgnacchi in particolare) e albanese; a questi si aggiungono piccoli gruppi di turchi e di ashkali. I musulmani presenti nel Paese sono quasi tutti sunniti.

### Altre religioni
In Montenegro sono presenti piccoli gruppi di ebrei, buddhisti e bahai.